# Реџаи Сурои
Реџаи Сурои (алб. Rexhai Surroi; 8. јун 1929 — 22. децембар 1988) био је југословенски новинар, дипломата и књижевник.
Био је члан прве кохорте ученика који су завршили средњу школу на албанском језику у бившој Југославији 1947—1948. Дипломирао је на Правном факултету Универзитета у Београду. Такође је био један од ретких Албанаца у Србији који су постали амбасадори Југославије. Отац је Ветона и Фљаке Сурои.
Био је активан фудбалер пре него је постао новинар и уредник недељника Zani i Rinis. Био је уредник Радио-Приштина, где је средином шездесетих постао директор. Године 1969—1970. био је потпредседник Покрајинске владе САП Косово, један од најватренијих заговорника оснивања Универзитета у Приштини који је био једини у Југославији где се водила настава на албанском језику, поред српскохрватског. Године 1971. именован је за амбасадора Југославије у Боливији, док је од 1974. до 1977. године обављао дужност помоћника секретара у Савезном секретаријату за спољне послове. Од 1977. до 1981. живео је у Мексико Ситију где је био амбасадор Југославије у Мексику, Хондурасу и Костарики, а од 1981. до 1983. поново је био на месту помоћника секретара у Савезном секретаријату за спољне послове. Од 1983. до 1985. био је генерални директор највеће медијске куће на Косову на албанском језику, Rilindja. Затим је од 1985. до 1988. био национални амбасадор у Шпанији, где је погинуо у саобраћајној несрећи.
Аутор је неколико радова на албанском језику: Besniku, Dashunija dhe urrejtja, Pranvera e tretë и Orteku I & II.